# Copa UC Sub-17 de 2011
El "Torneo Internacional UC Sub-17 2011" fue la novena edición de este torneo y es un torneo de nivel Sub-17 organizado por el club chileno Universidad Católica en celebración de su 74° aniversario. Se disputará entre el 12 y 16 de enero del 2011 con la participación de ocho equipos: Chile, México, Colo-Colo, Uruguay, Chivas de Guadalajara, Universidad Católica, Rosario Central y Colombia.

## Primera fase
Llamada fase de grupos, se disputó desde el 12 de enero al 14 de enero.
Leyenda: Pts: Puntos; PJ: Partidos jugados; PG: Partidos ganados; PE: Partidos empatados; PP: Partidos perdidos; GF: Goles a favor; GC: Goles en contra; DIF: Diferencia de goles.

### Grupo A
| Equipo                | Pts | PJ | PG | PE | PP | GF | GC | DG |
| --------------------- | --- | -- | -- | -- | -- | -- | -- | -- |
| Chivas de Guadalajara | 7   | 3  | 2  | 1  | 0  | 5  | 3  | 2  |
| Chile                 | 6   | 3  | 2  | 0  | 1  | 6  | 5  | 1  |
| Colombia              | 3   | 3  | 1  | 0  | 2  | 4  | 3  | 1  |
| Colo-Colo             | 1   | 3  | 0  | 1  | 2  | 2  | -6 | -4 |

| Fecha       | Lugar             | Local     | Resultado | Visitante             |
| ----------- | ----------------- | --------- | --------- | --------------------- |
| 12 de enero | Santiago de Chile | Colo-Colo | 0-0       | Chivas de Guadalajara |
| 12 de enero | Santiago de Chile | Chile     | 1-0       | Colombia              |

| Fecha       | Lugar             | Local    | Resultado | Visitante             |
| ----------- | ----------------- | -------- | --------- | --------------------- |
| 13 de enero | Santiago de Chile | Colombia | 3-0       | Colo-Colo             |
| 13 de enero | Santiago de Chile | Chile    | 2-3       | Chivas de Guadalajara |

| Fecha       | Lugar             | Local                 | Resultado | Visitante |
| ----------- | ----------------- | --------------------- | --------- | --------- |
| 14 de enero | Santiago de Chile | Chivas de Guadalajara | 2-1       | Colombia  |
| 14 de enero | Santiago de Chile | Chile                 | 3-2       | Colo-Colo |

### Grupo B
| Equipo               | Pts | PJ | PG | PE | PP | GF | GC | DG |
| -------------------- | --- | -- | -- | -- | -- | -- | -- | -- |
| México               | 9   | 3  | 3  | 0  | 0  | 10 | 2  | 8  |
| Uruguay              | 4   | 3  | 1  | 1  | 1  | 7  | 5  | 2  |
| Rosario Central      | 4   | 3  | 1  | 1  | 1  | 3  | 8  | -5 |
| Universidad Católica | 1   | 3  | 0  | 1  | 2  | 4  | 9  | -5 |

| Fecha       | Lugar             | Local                | Resultado | Visitante       |
| ----------- | ----------------- | -------------------- | --------- | --------------- |
| 12 de enero | Santiago de Chile | Universidad Católica | 1-2       | Rosario Central |
| 12 de enero | Santiago de Chile | México               | 2-1       | Uruguay         |

| Fecha       | Lugar             | Local                | Resultado | Visitante       |
| ----------- | ----------------- | -------------------- | --------- | --------------- |
| 13 de enero | Santiago de Chile | Universidad Católica | 1-5       | México          |
| 13 de enero | Santiago de Chile | Uruguay              | 4-1       | Rosario Central |

| Fecha       | Lugar             | Local                | Resultado | Visitante       |
| ----------- | ----------------- | -------------------- | --------- | --------------- |
| 14 de enero | Santiago de Chile | Universidad Católica | 2-2       | Uruguay         |
| 14 de enero | Santiago de Chile | México               | 3-0       | Rosario Central |

## Definiciones Secundarias
En esta fase los equipos no clasificados a semifinales disputan partidos para definir el quinto, sexto, séptimo y octavo lugar. En esta fase jugaran el tercero del grupo A con el cuarto del grupo B, el cuarto del grupo A contra el tercero del grupo B, los ganadores de ambas llaves se enfrentaran para definir el quinto y sexto lugar mientras los perderores definirán el séptimo y octavo lugar.
| 15 de enero de 2011 | Universidad Católica | 5-2' | Colombia             | Estadio San Carlos de Apoquindo, Santiago de Chile |  |
|                     | Castillo · Rodríguez |      | Villadiego · Álvarez |                                                    |  |

| 15 de enero de 2011 | Colo-Colo | 1-1 P(4-5) | Rosario Central | Estadio San Carlos de Apoquindo, Santiago de Chile |  |
|                     | Rivas     |            | Juárez          |                                                    |  |

### Definición 8.º y 7.º Lugar
| 16 de enero de 2011 | Colo-Colo | 0-5 (0-3) | Colombia | Estadio San Carlos de Apoquindo, Santiago de Chile |  |

### Definición 6.º y 5.º Lugar
| 16 de enero de 2011 | Universidad Católica               | 3-2 (1-2) | Rosario Central          | Estadio San Carlos de Apoquindo, Santiago de Chile |  |
|                     | Rojas 9' · Díaz 64' · Castillo 67' |           | González 2' · Juárez 22' |                                                    |  |

## Segunda fase
A partir de aquí, los cuatro equipos clasificados en la primera fase, primero y segundo de cada grupo, disputarán un partido para decidir los dos equipos clasificados para la final.

### Semifinales
| 15 de enero de 2011 | Chile | 0-1 (0-0) | México       | Estadio San Carlos de Apoquindo, Santiago de Chile |  |
|                     |       |           | Zacarías 40' |                                                    |  |

| 15 de enero de 2011 | Chivas de Guadalajara | 0-1 (0-0) | Uruguay          | Estadio San Carlos de Apoquindo, Santiago de Chile |  |
|                     |                       |           | Rodríguez 67'(P) |                                                    |  |

### Definición Tercer lugar
| 16 de enero de 2011 | Chile                       | 2-1' | Chivas de Guadalajara | Estadio San Carlos de Apoquindo, Santiago de Chile |  |
|                     | Palma 38' · De Gregorio 62' |      | Casillas 8'           |                                                    |  |

### Final
| 16 de enero de 2011 | México | 0-1' | Uruguay   | Estadio San Carlos de Apoquindo, Santiago de Chile |  |
|                     |        |      | Ratti 28' |                                                    |  |

## Campeón
| Uruguay                    |
| Campeón Uruguay 1.º título |